# Sanna Stén
Sanna Tutteli Stén, née le 20 mai 1977 à Lohja, est une rameuse finlandaise.

## Palmarès

### Jeux olympiques
- 2008 à Pékin,  Chine
  -  Médaille d'argent en deux de couple poids légers